# Chamaesium
Chamaesium là chi thực vật có hoa trong họ Apiaceae.